# Harro Magnussen
Harro Magnussen (Hamburgo, 14 de maio de 1861 – Berlim, 3 de novembro de 1908) foi um escultor alemão.
Sepultado no Cemitério de Grunewald.